# Facultad de Física (Universidad de Sevilla)
La Facultad de Física de la Universidad de Sevilla se ubica en el Campus Universitario de Reina Mercedes. En dicha facultad se imparten las licenciaturas de Licenciado en Física (plan de 1998), el Grado en Física (plan de 2009, EEES) e Ingeniería de Materiales. 
En la actualidad alberga tres departamentos:
- El departamento de electrónica y electromagnetismo.[3]
- El departamento de física atómica, nuclear y molecular.[4]
- El departamento de física de la materia condensada.[5]

## Historia
En 1963 se creó la Facultad de Física en la Universidad de Sevilla como una sección de la Facultad de Ciencias. No es hasta 1978 que se crea la Facultad de Física independiente del resto de ciencias.

## Instalaciones

### Biblioteca
La Biblioteca de la Facultad se trasladó en 2013 al "CRAI Antonio de Ulloa (Centro de Recursos para el Aprendizaje y la Investigación)". Centralizando en el mismo las antiguas bibliotecas de las facultades de Biología, Química, Física y Farmacia.
En la Facultad de Física sigue existiendo una sala de estudio en el sótano de la misma, independiente de la biblioteca, dónde los alumnos pueden hacer trabajos, comentar problemas o estudiar usando las pizarras que están a libre disposición de los alumnos.
En el momento del traslado, la biblioteca de Física contaba con unos 10 000 volúmenes que trataban sobre Física, Química, Matemáticas, Astronomía, Meteorología, Ciencias de Materiales, Medioambiente, Física Médica, Electrónica e Informática; diccionarios y enciclopedias de Física y Ciencias de Materiales, una vídeoteca con más de 200 vídeos y DVD, más de 100 CD-ROM, 224 microformas y una importante colección de obras de divulgación científica. 
También se pueden seguir consultando en el CRAI las Tesis Doctorales que han sido expuestas en la Facultad anteriormente.
La biblioteca estaba suscrita a 20 publicaciones de revistas impresas o electrónicas, entre ellas:
- Revistas españolas: Revista Española de Física, Revista Española de Electrónica, Investigación y Ciencia, National Geographic y Astronomía.

- Revistas extranjeras: American Journal of Physics, Applied Physics Letters, Europhysics Letters, Europhysics News, International Journal of Bifurcation and Chaos, Key Engineering Materials, Material Transactions.

Los alumnos disponen de varios ordenadores en sala para consulta del catálogo FAMA, recursos electrónicos y acceso libre a internet y bases de datos. También es posible conseguir ordenadores portátiles mediante préstamo de 4 horas y también de Pen drives, calculadoras y lectores de e-books.
En el actual CRAI en periodos lectivos, el horario es continuado de 9h a 21h.

### Aula de Informática
Esta aula se encuentra en la sexta planta del edificio. En total consta de 43 ordenadores con dos sistemas operativos, Linux y Windows. En ellos los alumnos pueden usar los paquetes de software para cálculo Mathematica y Matlab y otros de libre distribución. El Aula está abierta en horario de mañana y tarde durante los periodos lectivos.

### Taller mecánico
El Taller de la Facultad de Física tiene como objetivo el asesoramiento, diseño y fabricación de equipos de uso científico, en apoyo a la docencia y a la investigación de los grupos que existen en la facultad.